# Hugo Duderstaedt
Hugo Duderstaedt (* 30. Juli 1848 in Chemnitz; † 30. September 1909) war ein deutscher Architekt und Bauunternehmer.

## Leben
Duderstaedt wurde als Sohn des Kaufmanns Johann Friedrich Duderstaedt geboren und wuchs in Chemnitz auf. Er richtete in der Villa Duderstaedt, dem Haus seiner Familie in der Dresdner Straße 42, ein Atelier für Architektur ein. Sein Bauhof befand sich am Lessingplatz.
Er war Mitglied im Stadtrat und Sachverständiger sowie Gutachter beim Bau des Neuen Rathauses.
Duderstaedt war als Architekt ein typischer Vertreter des Historismus und hat sich mit teilweise opulent ausgestatteten Bauwerken stilistisch vor allem an die Renaissance, bei späteren Gebäuden an den Jugendstil angelehnt. 

## Bauten
- 1879: Gebäude der Öffentlichen Handelslehranstalt Chemnitz, Hedwigstraße (nahe der Markthalle)
- Gebäude der Stadtmission in Chemnitz, Glockenstraße
- Stadtkirche und Markuskirche in Augustusburg
- 1899: Textil-Kaufhaus Schellenberger in Chemnitz, Johannisplatz
- 1902: Hotel Stadt Gotha in Chemnitz, Johannisplatz